# Bahnstrecke Neumünster–Ascheberg
| Ehemaliger Bahnhof Bokhorst |                                    |                                                |                                                |
| Karte der Strecke Neumünster–Ascheberg (um 1908) |                                    |                                                |                                                |
| Streckennummer (DB): | 1041                               |                                                |                                                |
| Kursbuchstrecke (DB): | 102h (1934) 114f (1946) 148 (1985) |                                                |                                                |
| Streckenlänge: | 26 km                              |                                                |                                                |
| Spurweite: | 1435 mm (Normalspur)               |                                                |                                                |
| |                                    |                                                |                                                |
| \| \| \| von Hamburg und Bad Oldesloe \| \| \| \| 74,7 \| Neumünster \| Neumünster \| \| \| \| nach Kiel, Heide und Flensburg \| \| \| \| \| Firmenanschluss Neumag \| \| \| \| \| Firmenanschluss Stadtwerke Neumünster \| \| \| \| \| Unterbrechung der Strecke \| \| \| \| \| Firmenanschluss Nordfaser \| \| \| \| \| Dosenbek \| \| \| \| 83,8 \| Bokhorst \| Bokhorst \| \| \| 89,7 \| Wankendorf \| Wankendorf \| \| \| \| Ehemalige Brücke der Kleinbahn Kiel–Segeberg \| \| \| \| \| Bundesautobahn 21 \| \| \| \| \| Ehemalige Brücke über den Perdöler Weg \| \| \| \| \| Alte Schwentine \| \| \| \| 93,5 \| Perdoel \| Perdoel \| \| \| 96,0 \| Kalübbe \| Kalübbe \| \| \| \| Ehemalige Brücke über die Bundhorster Chaussee \| \| \| \| \| von Kiel \| \| \| \| 100,1 \| Ascheberg (Holst) \| Ascheberg (Holst) \| \| \| \| nach Lübeck \| \| |                                    |                                                |                                                |
| Strecke |                                    | von Hamburg und Bad Oldesloe                   | von Hamburg und Bad Oldesloe                   |
| Bahnhof | 74,7                               | Neumünster                                     | Neumünster                                     |
| Abzweig geradeaus und nach links |                                    | nach Kiel, Heide und Flensburg                 | nach Kiel, Heide und Flensburg                 |
| Abzweig geradeaus und ehemals nach links |                                    | Firmenanschluss Neumag                         | Firmenanschluss Neumag                         |
| Abzweig geradeaus und nach links |                                    | Firmenanschluss Stadtwerke Neumünster          | Firmenanschluss Stadtwerke Neumünster          |
| |                                    | Unterbrechung der Strecke                      |                                                |
| Abzweig geradeaus und nach links (Strecke außer Betrieb) |                                    | Firmenanschluss Nordfaser                      | Firmenanschluss Nordfaser                      |
| Brücke über Wasserlauf (Strecke außer Betrieb) |                                    | Dosenbek                                       | Dosenbek                                       |
| Bahnhof (Strecke außer Betrieb) | 83,8                               | Bokhorst                                       | Bokhorst                                       |
| Bahnhof (Strecke außer Betrieb) | 89,7                               | Wankendorf                                     | Wankendorf                                     |
| Kreuzung geradeaus unten (Strecken außer Betrieb) |                                    | Ehemalige Brücke der Kleinbahn Kiel–Segeberg   | Ehemalige Brücke der Kleinbahn Kiel–Segeberg   |
| Brücke (Strecke außer Betrieb) |                                    | Bundesautobahn 21                              | Bundesautobahn 21                              |
| Brücke (Strecke außer Betrieb) |                                    | Ehemalige Brücke über den Perdöler Weg         | Ehemalige Brücke über den Perdöler Weg         |
| Brücke über Wasserlauf (Strecke außer Betrieb) |                                    | Alte Schwentine                                | Alte Schwentine                                |
| Bahnhof (Strecke außer Betrieb) | 93,5                               | Perdoel                                        | Perdoel                                        |
| Haltepunkt / Haltestelle (Strecke außer Betrieb) | 96,0                               | Kalübbe                                        | Kalübbe                                        |
| Brücke (Strecke außer Betrieb) |                                    | Ehemalige Brücke über die Bundhorster Chaussee | Ehemalige Brücke über die Bundhorster Chaussee |
| Abzweig ehemals geradeaus und von links |                                    | von Kiel                                       | von Kiel                                       |
| Bahnhof | 100,1                              | Ascheberg (Holst)                              | Ascheberg (Holst)                              |
| Strecke |                                    | nach Lübeck                                    | nach Lübeck                                    |

Die Bahnstrecke Neumünster–Ascheberg (Holst) führt vom mittelholsteinischen Neumünster ostwärts nach Ascheberg kurz vor der Kreisstadt Plön. Die 26 Kilometer lange Verbindung ist seit 1995 stillgelegt.

## Geographie
Die Strecke führt im Westen durch flache, meist landwirtschaftlich genutzte Geestlandschaft. Nach Osten hin erreicht sie die von Seen und Endmoränen geprägte Holsteinische Schweiz.

## Geschichte

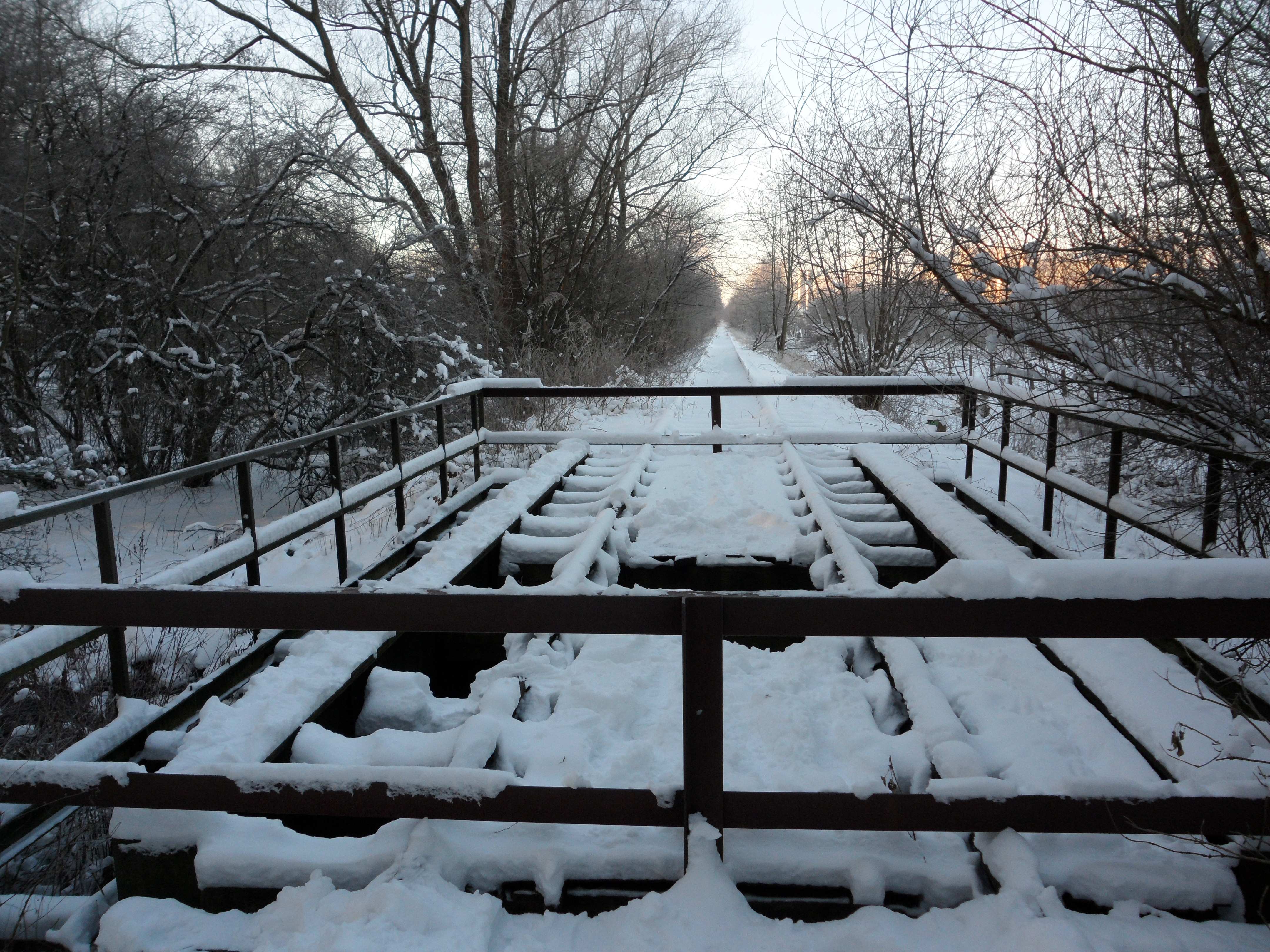
Gesperrte Brücke über den Dosenbek bei Neumünster, Blick Richtung Stadt (2010)

Am 31. Mai 1866 wurde die Strecke Neumünster–Ascheberg (Holst)–Eutin–Neustadt in Holstein eröffnet. Betreiber war damals die Altona-Kieler Eisenbahn-Gesellschaft, die 1884 verstaatlicht wurde. In den Kursbüchern erschien sie bald in drei Teilen. Von Ascheberg nach Eutin war sie Teil der Bahnstrecke Kiel–Lübeck geworden. Das östlichste Streckenstück von Eutin nach Neustadt wurde fortan als eigene Strecke geführt.
Von 1912 bis 1961 wurde die Strecke in Wankendorf von der Kleinbahn Kiel–Segeberg gekreuzt. Die Gleise waren nicht verbunden.
Die Strecke wurde fast durchgehend gleichermaßen im Personen- und Güterverkehr betrieben. Den längsten Laufweg eines Personenzuges hatte von den 1950er bis zu den 1970er Jahren das Eilzugpaar Büsum–Eutin und später Heide–Neustadt. Es durchquerte das Bundesland fast in voller Breite. In den 1970er Jahren wurden die Eilzüge meist mit der Baureihe 515 gefahren. Sie hielten zwischen Neumünster und Ascheberg nur in Wankendorf und wiesen auf diesem Abschnitt eine Fahrzeit von 20 Minuten auf, während die Nahverkehrszüge rund 28 Minuten unterwegs waren. Diese Züge fuhren meist als Schienenbus oder waren lokbespannt. Einige waren zu Zielen über die Strecke hinaus durchgebunden.
Am 29. September 1985 wurde der Personenverkehr zwischen Neumünster und Ascheberg eingestellt. Damit ist sie Stand 2010 die vorletzte Strecke in Schleswig-Holstein, auf der der Personenverkehr eingestellt wurde (1988 wurde der Personenverkehr von Wilster an der Marschbahn nach Brunsbüttel eingestellt). Der Güterverkehr folgte am 1. November 1995, am selben Tag wurde die Strecke stillgelegt. Jedoch wurde die Strecke nicht entwidmet, sondern war bis 2007 Teil eines landesweiten Trassensicherungsvertrages. Allerdings wurde eine Eisenbahnbrücke nahe dem Ascheberger Bahnhof 1996 abgebrochen und danach die Verbindungsweiche ausgebaut. In Neumünster ist der ehemalige Gleisbereich durch Gebäude der Stadtwerke Neumünster teilweise überbaut. Im Oktober 2006 wurden die Schranken am Bahnübergang Christianstraße abgebaut und an beiden Straßenseiten ein Zaun über die Gleise gezogen. Die Schienen sind auf Initiative der Stadt in der Straße verblieben. Die Brücke über den Dosenbek im Brachenfelder Gehölz ist mit einem Geländer versperrt.
Zwischen dem Brammerhof bei Bokhorst und der Langen Reihe Süd bei Wankendorf werden Draisinenfahrten angeboten. Der Startpunkt ist am ehemaligen Bahnhof in Bokhorst.
Die Buslinie 360 der Verkehrsbetriebe Kreis Plön führt von Plön nach Neumünster und verbindet dabei die früher auf der Schiene bedienten Orte.

## Zukunft

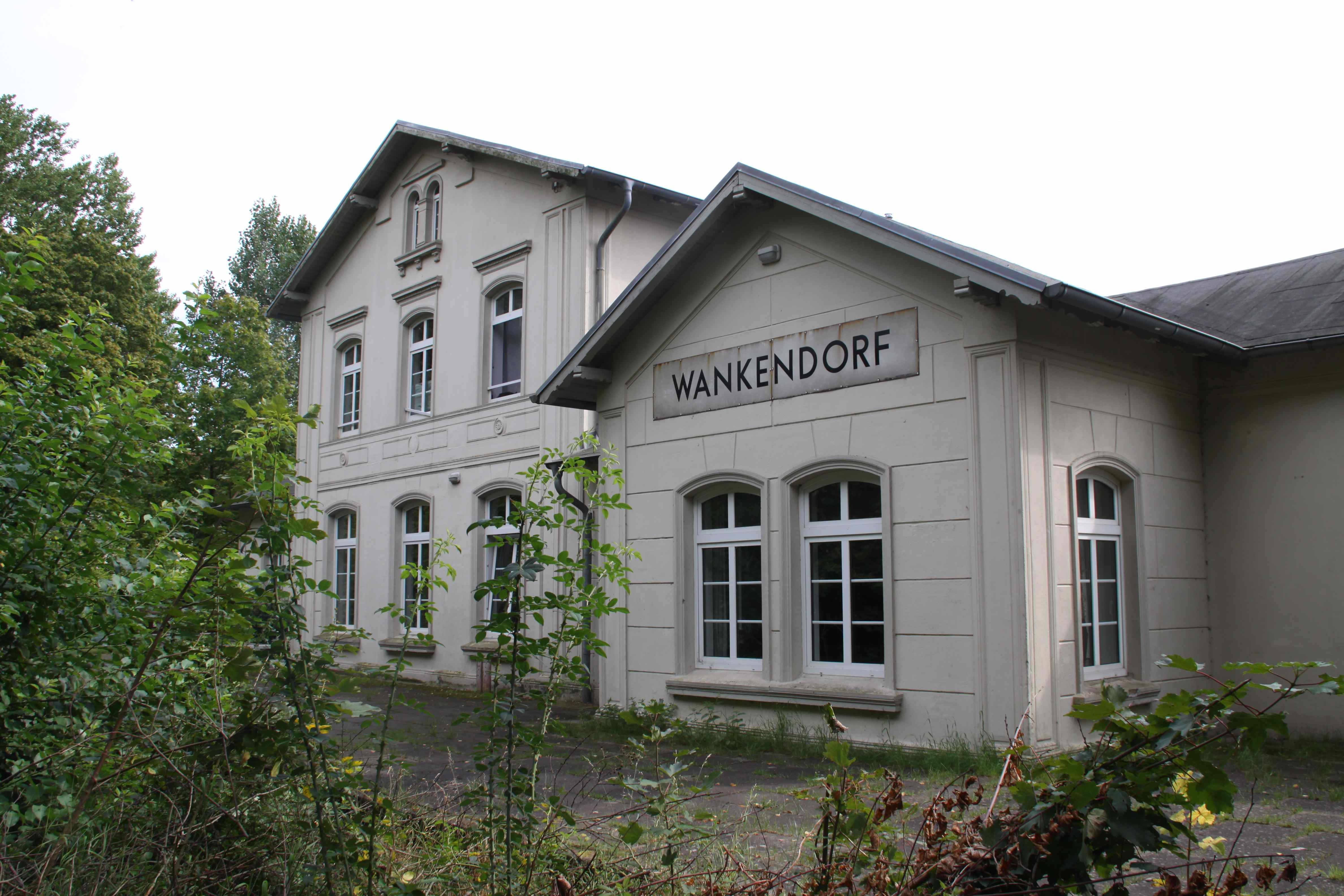
Der Bahnhof Wankendorf ist heute ein Heimatmuseum

Die Reaktivierung der Strecke wird diskutiert. Eine Umsetzung war lange Zeit fraglich, da die Strecke unterbrochen ist und neben der Relation Neumünster–Holsteinische Schweiz keine große Kundennachfrage zu erwarten sei. Die Verbindung von Neumünster nach Lübeck ist seit Wiedereröffnung der Bahnstrecke Neumünster–Bad Oldesloe 2002 wieder über Bad Oldesloe möglich. Der Landesweite Nahverkehrsplan (LNVP) sah daher eine weitere Trassensicherung nicht mehr vor. Der Kreistag des Kreises Plön sprach sich im November 2008 gegen eine Wiederinbetriebnahme aus. Bei einigen Anliegergemeinden sowie der Landtagsfraktion von Bündnis 90/Die Grünen gibt es jedoch weiterhin Interesse an einem Erhalt.
Am 30. Juni 2009 beantragte DB Services Immobilien beim Eisenbahn-Bundesamt in Hamburg die Freistellung von Bahnbetriebszwecken. Während der Einspruchsfrist von acht Wochen wurde von Seiten verschiedener betroffener Gemeinden und von der Rhein-Sieg-Eisenbahn der Entwidmung widersprochen. Im Oktober 2010 hat das Eisenbahn-Bundesamt die Freistellung der Grundstücke und damit die Entwidmung der Strecke abgelehnt.
Am 6. Januar 2010 beschloss der Verein Aktivregion Schwentine-Holsteinische Schweiz auf Antrag der Stadt Plön, eine Machbarkeitsstudie zur Reaktivierung der Strecke Neumünster–Ascheberg finanziell zu unterstützen. Kooperationspartner der Stadt Plön sind vor allem die Rhein-Sieg-Eisenbahn GmbH, die Stadt Neumünster sowie der neu gegründete Förderverein Ostholsteinbahn e. V.
Am 15. Juli 2013 wurde von Seiten der DB AG ein erneuter Versuch gestartet, beim Eisenbahn-Bundesamt die Freistellung der Strecke zu erwirken. Aufgrund eines Formfehlers wurde der Antrag mit Datum vom 5. August 2013 erneut in den Elektronischen Bundesanzeiger gestellt. Hier wurde der Freistellung ebenfalls widersprochen. Die DB AG zog daraufhin ihren Antrag Ende Januar 2014 zurück.
Im vierten Landesweiten Nahverkehrsplan erfolgte eine Neuaufnahme für eine Reaktivierungsperspektive, nachdem diese zuvor im dritten Nahverkehrsplan keine Berücksichtigung gefunden hatte. Auch der Kreis Plön hat inzwischen eine perspektivische Neubewertung vorgenommen, nachdem ein entsprechender Kreistagsbeschluss mehrheitlich verabschiedet wurde.
Im Oktober 2018 wurde durch den damaligen Bundesminister für Verkehr und digitale Infrastruktur Andreas Scheuer die Studie zum Deutschlandtakt veröffentlicht, in dessen Detailplanung die Strecke enthalten ist.
Im Januar 2019 wurden die Ergebnisse eines Gutachtens veröffentlicht, welches als Vorzugsvariante für die Reaktivierung eine stündliche Regionalbahn Neumünster–Plön ausgibt. Bei einem Ausbau der Strecke für 100 km/h und der Bedienung von zwei Zwischenhalten soll die Fahrtzeit 25 Minuten betragen, sodass nur ein Umlauf benötigt wird. Nur für diese Variante wurde ein Nutzen-Kosten-Verhältnis erzielt, das mit 1,03 knapp im positiven Bereich liegt. Die Kosten sollen 40,24 Millionen Euro betragen.
Im Dezember 2021 wurde die fünfte Version des Landesweiten Nahverkehrsplans des Landes Schleswig-Holstein vorgestellt. Dort wurde die Reaktivierung mit offenem Zeithorizont und noch nicht gesicherter Finanzierung geführt.